# Canthon zuninoi
Canthon zuninoi là một loài bọ cánh cứng trong họ Bọ hung (Scarabaeidae).